# سلحفاة كيب برغر
سلحفاة كيب برغر هي نوع من السلاحف البرية، تنتمي إلى جنس سلاحف الكيب. هذه السلحفاة متوطنة في دولة ناميبيا جنوب الأفريقية (لا تقطن أي مكانٍ آخر في العالم)، وهي مهددة بسبب جمعها من البرية لبيعها كحيواناتٍ أليفة، والدهس المستمر على الطرقات، والرعي الجائر، إضافةً إلى الحيوانات المستقدمة.